# Guillaume Haudent
Guillaume Haudent (* im 16. Jahrhundert in Rouen; † 1557 ebenda) war ein französischer Dichter und Übersetzer.

## Leben und Werk
Guillaume Haudent war römisch-katholischer Geistlicher und Lehrer an kirchlichen Schulen in Rouen. Er hatte eine Vorliebe für die gnomische Dichtung der Antike, die er aus dem Latein übersetzte, um sie, wie damals üblich, im Unterricht zu verwenden. Zur leichteren Memorisierung war die Übersetzung gereimt. Am bekanntesten waren seine Übersetzungen der Fabeln des Äsop und der Apophthegmata des Erasmus von Rotterdam.

## Werke
- Variable discours de la vie humaine, nouvellement traduict de latin en rithme françoyse. N. Buffet, Paris 1545.
  - G. Barbier de La Serre (Hrsg.). L. Gy, Rouen 1903.
- Le Miroir de prudence, contenant plusieurs sentences, apophtegmes, & dictz moraulx, des sages anciens. Jehan Ruelle, Paris 1547.
- (Äsop) Trois cent soixante et six apologues d’Esope premièrement traduits de grec en latin par plusieurs illustres auteurs et nouvellement de latin en rithme francoise par Guillaume Haudent. Rouen 1547.
  - Charles Lormier (Hrsg.) H. Boissel, Rouen 1877.
- (Erasmus von Rotterdam) Les cent premiers apophthegmes d’aucuns illustres princes et philosophes, jouxte la traduction latine réduictz en rithme francoyse par M. Guillaume Haudent, prestre. N. Buffet, Paris 1551.
- Les Propos fabuleux moralyzez, extraits de plusieurs auteurs, tant grecz que latins, non moins utiles à l’esprit que recreatifz à toutes gens, nouvellement imprimez. B. Rigaud et J. Saugrain, Lyon 1556.
- (Erasmus von Rotterdam) Les Faitz et gestes mémorables de plusieurs gens remplis d’une admirable doctrine et condition. B. Rigaud et J. Saugrain, Lyon 1557.